# Irské moře
Irské moře (irsky Muir Éireann nebo Muir Meann; skotskou gaelštinou Muir Eireann; velšsky Môr Iwerddon; anglicky Irish Sea) je vnitřní moře Atlantského oceánu, které se nachází mezi Irskem a Spojeným královstvím. S Atlantským oceánem (Keltským mořem) je spojené na jihu Svatojiřským průlivem a Severním průlivem mezi Irskem a Skotskem na severu.

## Základní geografické údaje
- Průměrná hloubka – 60 m
- Maximální činí – 262 m
- Salinita – 32,0–34,9 ‰
- Teplota moře – od 5 °C (v zimě) do 16,5 °C (v létě)
- Výška přílivu/odlivu – od 2,9 do 10,2 m

## Významné přístavy
- Dublin
- Liverpool
- Belfast